# Аносово (Тамбовская область)
Аносово — упразднённая в 1996 году деревня в Знаменском районе Тамбовской области. Входила в состав Покрово-Марфинского сельсовета, включён в состав деревни Булгаково-Дергачёвка.

## География
Находилось Амосово к северу от Булгаково-Дергачёвки, на реке Большая Липовица, запруженной возле селения.

## История
В 1996 г. посёлок Викентьевский, деревни Аносово и Булгаково-Дергачёвка, объединены в единый пункт с наименованием деревня Булгаково-Дергачевка.

## Инфраструктура
Личное подсобное хозяйство.

## Транспорт
Просёлочная дорога до Булгаково-Дергачёвки, далее через посёлок Викентьевский выезд на автомобильную дорогу федерального значения Р193, соединяющей города Воронеж и Тамбов.